# Klabava
Klabava är en ort i Tjeckien.   Den ligger i regionen Plzeň, i den västra delen av landet, 70 km sydväst om huvudstaden Prag. Klabava ligger 344 meter över havet och antalet invånare är 397.
Terrängen runt Klabava är platt åt sydväst, men åt nordost är den kuperad. Klabava ligger nere i en dal. Runt Klabava är det tätbefolkat, med 411 invånare per kvadratkilometer. Närmaste större samhälle är Plzeň, 11,6 km väster om Klabava. I omgivningarna runt Klabava växer i huvudsak blandskog.